# Jean Le Royer de Prade

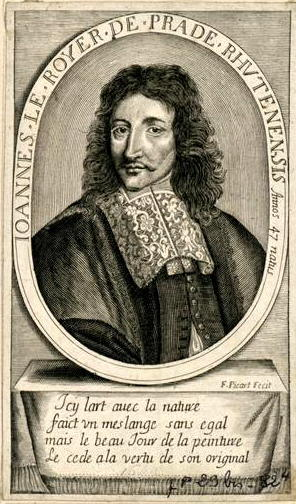
Jean Royer de Prade (1671)

Jean Le Royer de Prade (auch: Jean Royer de Prade; * 1624 in Rodez; † im 17. Jahrhundert) war ein französischer Schriftsteller und Historiker.

## Leben und Werk
Jean Le Royer de Prade war ein Freund von Cyrano de Bergerac, Georges de Scudéry, Jean Rotrou, Charles Beys und François de La Mothe le Vayer. Er wurde zu seiner Zeit als Bühnenautor geschätzt. Daneben trat er als Historiker in Erscheinung. Seine Abhandlung über den Tabak wurde ins Deutsche übersetzt und in neuester Zeit wieder verlegt.

## Werke

### Theater
- Annibal, tragi-comédie. 1649. (nach Plinius)
- La Victime d’estat ou La Mort de Plautius Silvanus preteur romain. Tragédie. 1649. (nach Tacitus)
- Arsace, roi des Parthes, tragédie. Représentée par la troupe du Roy. T. Girard, Paris 1666.

### Dichtung
- Les Oeuvres poétiques du sieur de P. La Coste, Paris 1650.

### Weitere Werke
- Le Trophée d’armes héraldiques, ou la Science du blason. La Coste, Paris 1650.
- L’histoire de France, depuis Pharamond jusqu’à Louis XIV, avec les éloges des rois en vers, réduite en sommaire. A. de Sommaville, Paris 1652.
- Généalogie de la maison des Thibaults, justifiée par divers titres, histoires, arrêts, et autres bonnes et certaines preuves. 1654.
- Histoire d’Allemagne. S. Cramoisy, Paris 1677.
- Sommaire de l’histoire de France. 5 Bde. C. Osmont, Paris 1683–1684.
  - 1. De Pharamond à Louis VII
  - 2. De Philippe II à Louis XII
  - 3. De François Ier à la moitié du règne de Henri III
  - 4. De la moitié du règne de Henri III à Henri
  - 5. Histoire de Louis XIII et de Louis XIV
- Histoire d’Allemagne ancienne et nouvelle. A. Besoigne, Paris 1684.
- L’Histoire de Gustave-Adolphe dit le Grand, et de Charles-Gustave, comte palatin, roys de Suède, et de tout ce qui s’est passé en Allemagne depuis la mort du Grand Gustave jusqu’en 1648. C. Barbin, Paris 1686. 1693. 1695.

### Werke (soweit ins Deutsche übersetzt)
- Discours du tabac. Ou il est traité particulierement du tabac en poudre. 1668. Eché, Toulouse 1980.
- Histoire du tabac, où il est traité particulièrement du tabac en poudre. M. Le Prest, Paris 1677.
  - (deutsch) Tabacks-Historie in welcher insonderheit vom Schnup-Taback eine aussführliche Beschreibung, als von desselben Zielung, Zubereitung, auch Würckungen, und welcher Gestalt, absonderlich der Schnup-Taback auss demselbigen möge bereitet werden. Alles nach den neuen Lehrgründen aussgeführet; sehr nützlich und anmüthig für alle, die sich dessen gebrauchen, oder auch einige Arzneyen aus demselben zu machen Beliebung haben. In französischer Sprache beschrieben durch de Prade. Ins Teutsche übersetzt von (G. K. M. D.). Pauli, Frankfurt am Main 1684. Prisma-Verlag, Gütersloh 1984. (auch: Fulde, Schneeberg 1747)